# Софронова, Антонина Фёдоровна
 Антони́на Фёдоровна Софро́нова (2 [14] марта 1892, Дросково, Орловская губерния — 14 мая 1966, Москва) — русская и советская художница, прошедшая путь от сезаннизма «Бубнового валета» через конструктивизм к собственному стилю лирической живописи и графики, развивающему традиции французского постимпрессионизма.

## Биография
Антонина Софронова родилась в селе Дросково Орловской губернии в 1892 в семье земского врача Фёдора Васильевича Софронова (1859—1936). Мать — Александра Николаевна Софронова, урождённая Кулакова (1862—1919). Сёстры: Елена Фёдоровна Пумпянская (1884—1960) — педагог; Лидия Фёдоровна Сафронова (псевдоним Ирнина; 1888—1980) — актриса и переводчица; Евгения Фёдоровна Ильина (1900—1984) — биолог. Написание фамилии через А (Сафронова) в некоторых источниках равнозначно написанию с О.
В 1902—1909 училась в Коммерческом женском училище Н. Н. Володкевича в Киеве, окончила с Золотой медалью.
В 1908 семья переехала в Орёл, где Софронова училась в музыкальной школе.
В 1910—1913 училась в Художественной школе Ф. И. Рерберга в Москве, в 1913—1917 — в Студии живописи и рисования И. И. Машкова. В Студии Машкова познакомилась в 1913 с художником Г. М. Блюменфельдом (в крещении Андрей; 1893—1920), за которого вышла замуж осенью 1915, а затем родила дочь Ирину, ставшую художником и популяризатором творчества Софроновой и художников её круга.
В 1914 участвовала в выставке группы «Бубновый валет», в 1917 — в выставке объединения «Мир искусства». В 1917 вступила в профессиональный Союз художников-живописцев в Москве.
В 1919—1920 преподавала живопись и рисунок в школах Орла и Орловской губернии, в 1920—1921 — в Государственных свободных художественных мастерских в Твери вместе с М. К. Соколовым, её творческим единомышленником и другом.
С 1920-х годов сотрудничала с московскими издательствами, создавая иллюстрации и заставки для журналов.
В 1931 участвовала в 3-й выставке группы «Тринадцать», сблизясь с художниками этого направления, особенно с Татьяной Мавриной, её супругом Николаем Кузьминым (1890—1987), Даниилом Дараном (1894—1964), позднее общалась с кругом Фёдора Семёнова-Амурского.
В 1935—1937 по заказу издательства «Academia» иллюстрировала «Восстание ангелов» Анатоля Франса, оформляла обложки для произведений Оноре де Бальзака. В 1938—1958, вплоть до пенсии, работала по договорам ретушёром в издательстве Медгиз.
В 1941 с семьёй дочери эвакуировалась в Миасс, затем в Башкирию до 1943.
В 1945 принята в члены МОСХ.
В 1947—1950 работала летом в деревне Джунковка под Москвой, затем в 1952—1965 в Звенигороде, в 1956 — в Крыму (Бахчисарай).
С 20 апреля по 5 мая 1962 прошла первая персональная выставка Софроновой в Центральном доме литераторов, организованная при поддержке Вл. Лидина.
В Москве жила в мансарде особняка 1825 г. в Большом Афанасьевском переулке (в советское время «улица Мясковского»), д. 9, кв. 6.
Похоронена на Востряковском кладбище.

## Творчество
Творчество Софроновой — уникальный пример независимости в условиях тоталитарного советского государства с его нормативной эстетикой соцреализма.
Сезаннизм
Получив в молодости блестящее художественное образование сначала в московской Школе Рерберга, затем в Студии Машкова, она уже в 22 года выставилась на престижной выставке «Бубнового валета», эстетике которого следовала в ранних работах.
Конструктивизм
В конце 1910-х и в 1920-е годы увлеклась конструктивизмом, создала в этом стиле «Автопортрет» (1921, холст, масло), «Портрет М. К. Соколова» (1920—1921, бумага, уголь), серии абстрактных композиций углём на бумаге, оформление книг, газет и журналов, промграфику. В эти годы было значимым общение и совместная работа в Твери с М. К. Соколовым и с теоретиком русского авангарда, искусствоведом Николаем Тарабукиным.
Экспрессионизм
В острохарактерных зарисовках быта эпохи НЭПа чувствуется влияние гротескной графики немецкого экспрессионизма, особенно Отто Дикса.
Постимпрессионизм группы «Тринадцать» — «русский Марке»
К началу 1930-х гг. эволюционировала в сторону, сблизившую её с художниками группы «Тринадцать»: на смену жёсткому конструктивизму пришла импровизационная лёгкость рисунка и нежность тоновых цветовых решений, лиричность интонации — всё это было развитием эстетики французского постимпрессионизма. Первое время власти относились к этому направлению терпимо, но с учреждением в 1932 Союза художников СССР и внедрением эстетики социалистического реализма такое искусство оказалось чуждым советской идеологии — мастера «Тринадцати» были вынуждены работать по домам, не выставляя своих работ, или переквалифицироваться в книжных графиков. Некоторые члены группы «Тринадцать» погибли, подвергшись сталинским репрессиям.
Созданные тогда пейзажные графика и живопись с безлюдными арбатскими переулками и набережными Москвы-реки побудили единомышленников Софроновой прозвать её «русским Марке»: поэзия оттенков серебристо-серого и водной глади, действительно, сродни пейзажам Парижа и Сены у Альбера Марке. В той же лиричной манере исполнены серия живописных холстов и гуашей «Московский зоопарк», а также портреты современников, включая серию «Бывшие актрисы» (масло, акварель).
Поездки летом на родную Орловщину, в Подмосковье, затем на Украину в 1938, на Кавказ (Гудауты) в 1939, в Крым (Бахчисарай) в 1956, а также эвакуация в Миасс и Башкирию в 1941—1943 —расширили географию пейзажей Софроновой и придали им большую цветность. Работы последних послевоенных 20 лет написаны в индивидуальной мягко-лиричной манере (городские и сельские пейзажи, натюрморты и портреты).
Книжная графика
С 1923 сотрудничала с различными журналами и издательствами, делая иллюстрации, но также исполняя работы без заказа, из любви к автору. Среди её иллюстраций — работы к сказкам Г.-Х. Андерсена (1923), к романам Л. Леонова «Барсуки» (1927), «Восстание ангелов» Анатоля Франса (1935), к поэме М. Ю. Лермонтова «Испанцы» (1937), к поэзии А. А. Блока (1941), к прозе Андрея Белого (1945—46), к повести Н. В. Гоголя «Невский проспект» (1946), к «Алым парусам» и «Бегущая по волнам» А. Грина (1950—52).
Признание
Творчество Софроновой стало широко известно лишь после её смерти усилиями её дочери И. А. Евстафьевой и искусствоведов, которые вернули интерес к русскому авангарду 1910—1920-х годов, а затем и другим направлениям искусства, вытесненным соцреализмом (искусствоведы М. Немировская, О. Ройтенберг, А. Сарабьянов, Н. Голенкевич, И. Савицкий, С. Маркус, Н. Белохвостова и др.). Ещё большее признание пришло в 1993, когда состоялась персональная выставка Софроновой в Государственной Третьяковской галерее к 100-летию со дня её рождения.

## Память
- В Орле летом 1993 открыта Мемориальная доска на здании областной поликлиники № 2, на месте дома, где Софронова жила в 1911—1914 (ныне ул. Горького, 14).
- В селе Дросково Покровского района Орловской области открыта Библиотека имени Ф. В. Софронова с экспозицией, рассказывающий, в частности, о деятельности земского врача Фёдора Васильевича Софронова и его культурном круге, о художницах А. Ф. Софроновой и И. А. Евстафьевой.
- В селе Фирсово Алтайского края названа улица в честь Антонины Софроновой

## Выставки

### Список основных выставок[4]
- 1914 — 4-я выставка группы «Бубновый валет», Москва.
- 1917 — «Мир искусства» в Петрограде (под фамилией Н. Ф. Блюменфельд) и в Москве под своей фамилией.
- 1931 — 3-я выставка группы «Тринадцать».
- 1962 — Персональная выставка в Центральном доме литераторов, Москва.
- 1968 — Выставка акварелей А. Ф. Софроновой, Москва, музей-квартира А. М. Скрябина.
- 1975 — Выставка к вечеру памяти А. Ф. Софроновой, Москва, Центральный Дом художника.
- 1976 — Выставка рисунков А. Ф. Софроновой к произведениям А. Белого, А. Блока, Н. Гоголя, А. Франса, Ленинград, музей-квартира Ф. М. Достоевского.
- 1988 — Kunst und Revolution. Art and Revolution. Russische und sowietische Kunst. Russian and Soviet Art. 1910—1932. Wien.
- 1989 — 100 Years of Russian Art. 1889—1989. From Private Collections in the USSR. London, Barbican Art Gallery, Oxford, Museum of Modern Art, Southhampton, City Art Gallery.
- 1989 — Выставка работ А. Ф. Софроновой и Г. М. Блюменфельда из собрания И. А. и С. И. Евстафьевых, Москва, Выставочный зал Советского фонда культуры.
- 1992—1993 — Великая утопия. Русский и советский авангард. 1915—1932. Франкфурт на Майне — Амстердам — Нью-Йорк — Москва, Государственная Третьяковская галерея.
- 1993 — Персональные выставки к 100-летию со дня рождения в Государственной Третьяковской галерее, Москва, затем в Орловском областном музее изобразительных искусств.
- 1994 — Персональная выставка в Тверской областной картинной галерее.
- 1995 — «Шумы времени». Выставка, посвященная творчеству А. Ф. Софроновой. Виды Москвы 1920-30 гг. Иллюстрации к произведениям А. Белого. Москва, мемориальная квартира А. Белого.
- 1999 — «Портрет в творчестве Антонины Софроновой». Галерея «Ковчег», Москва.
- 2001 — Выставка А. Ф. Софроновой в Клубе завода «Каучук» в Москве в связи с презентацией книги «А. Софронова. Записки независимой».
- 2002 — Музей-заповедник Л. Н. Толстого «Ясная поляна», Тульская область.
- 2002 — Выставка в музее-квартире А. Белого в Москве «А. Софронова — иллюстратор».
- 2002 — Выставка «Москва Антонины Софроновой», Музей-квартира И. Д. Сытина, Москва.

## Коллекции
- Государственная Третьяковская галерея, Москва (там же — двойной портрет Т. А. Мавриной «Антонина Софронова с дочерью Ириной», холст, масло, 65,5 х 80,5 см, 1938)
- Государственный Русский музей, Петербург
- Государственный литературный музей, Москва
- Мемориальная квартира Андрея Белого (Филиал государственного музея А. С. Пушкина), Москва
- Орловский областной музей изобразительных искусств
- Тверская областная картинная галерея
- Архангельский областной музей изобразительных искусств
- Государственный музей искусств Республики Каракалпакстан имени Игоря Витальевича Савицкого, Нукус, Узбекистан
- Национальная картинная галерея Республики Коми, Сыктывкар
- Звенигородский историко-архитектурный и художественный музей
- Государственный историко-литературный музей-заповедник А. С. Пушкина, Большие Вязёмы, Московская область
- Ярославский художественный музей
- Частные собрания в России и за рубежом